# Ugo Savorana

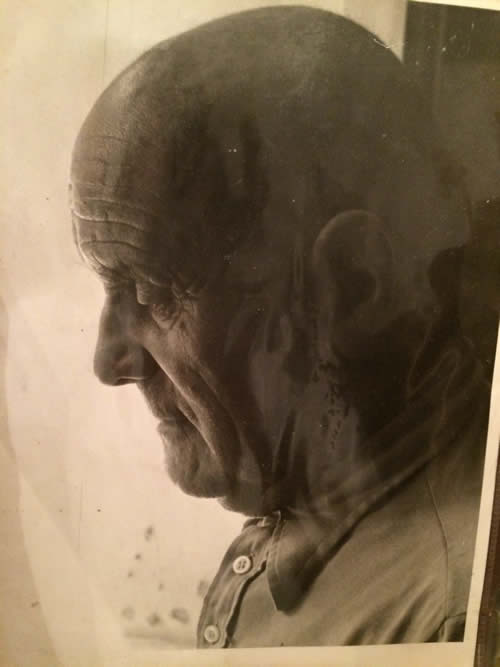
Fotografia dello scultore Ugo Savorana

Ugo Savorana (Modigliana, 14 gennaio 1890 – Forlì, 30 marzo 1984) è stato uno scultore e pittore italiano.

## Biografia
Nasce a Modigliana, nella Romagna toscana da padre scalpellino, secondo di nove figli. Per le difficoltà finanziarie sembra impossibile per lui realizzare l'aspirazione a lavorare nel mondo dell'arte, per il quale appare precocemente portato. 
Nel 1908, però, il medico Enrico Magnani di Bologna, ma attivo a Modigliana, riesce a fargli avere un lavoro in un cantiere bolognese dove si lavora il marmo e così Savorana riesce a finanziarsi gli studi prima all'Istituto Aldini-Valeriani e poi alla Regia scuola di Arti e Mestieri. Alla Regia Accademia di Belle Arti consegue nel 1910 il diploma al primo anno di scultura, mentre per il diploma del secondo dovranno passare nove anni (1919), perché nel mentre è arruolato e partecipa alla Guerra di Libia e alla Prima Guerra Mondiale. Nei suoi anni bolognesi conosce Tullio Golfarelli, che gli fa da mentore e che sarà legato a lui da amicizia duratura.
Negli anni di studio coltiva la passione per il disegno, che lo porta a realizzare nel 1910 un album che chiama Trattato di Anatomia comparata, dove studia il corpo umano con disegni acquarellati.
Nel 1921 rientra a Modigliana, per lavorare con il padre e i fratelli, impegnati nel ripristino delle abitazioni e delle chiese danneggiate dal terremoto del 1919. Lo stesso anno sposa Bianca da cui avrà tre figli, Paride, Dora e Tullio. Nel 1922 consegue il Diploma di Scultura all'Accademia di Parma. A Modigliana vive nella casa di viale della Repubblica 8, chiamata anche Casa Savorana, della quale realizza la decorazione del balcone e delle finestre con maschere di visi maschili.
Nel 1926 ottiene buon successo alla Biennale d'arte a Modigliana, dedicata al centenario di Silvestro Lega e nel 1929 partecipa alla Biennale d'Arte di Conegliano Veneto.
Nel 1930 è fra gli artisti selezionati per la realizzazione delle tre porte di bronzo del Duomo di Orvieto, ma poi il progetto si blocca e sarà affidato senza concorso a Emilio Greco nel 1968. 
Nel 1934 si trasferisce a Forlì con la famiglia.
Nel 1938 realizza dei bozzetti per un'ipotesi di decorazione per la Cappella del Santissimo Sacramento nella chiesa di Santo Stefano papa di Modigliana, ma gli viene preferito il progetto di Giuseppe Rivani con la decorazione di Agostino Mazzanti. Nel 1940 tenta un altro concorso, quello per la realizzazione delle porte per San Pietro a Roma (il motto del suo progetto era Ardebat ut facula) e, anche se la vittoria va a Giacomo Manzù, Savorana ottiene una medaglia d'argento con segnalazione di merito.

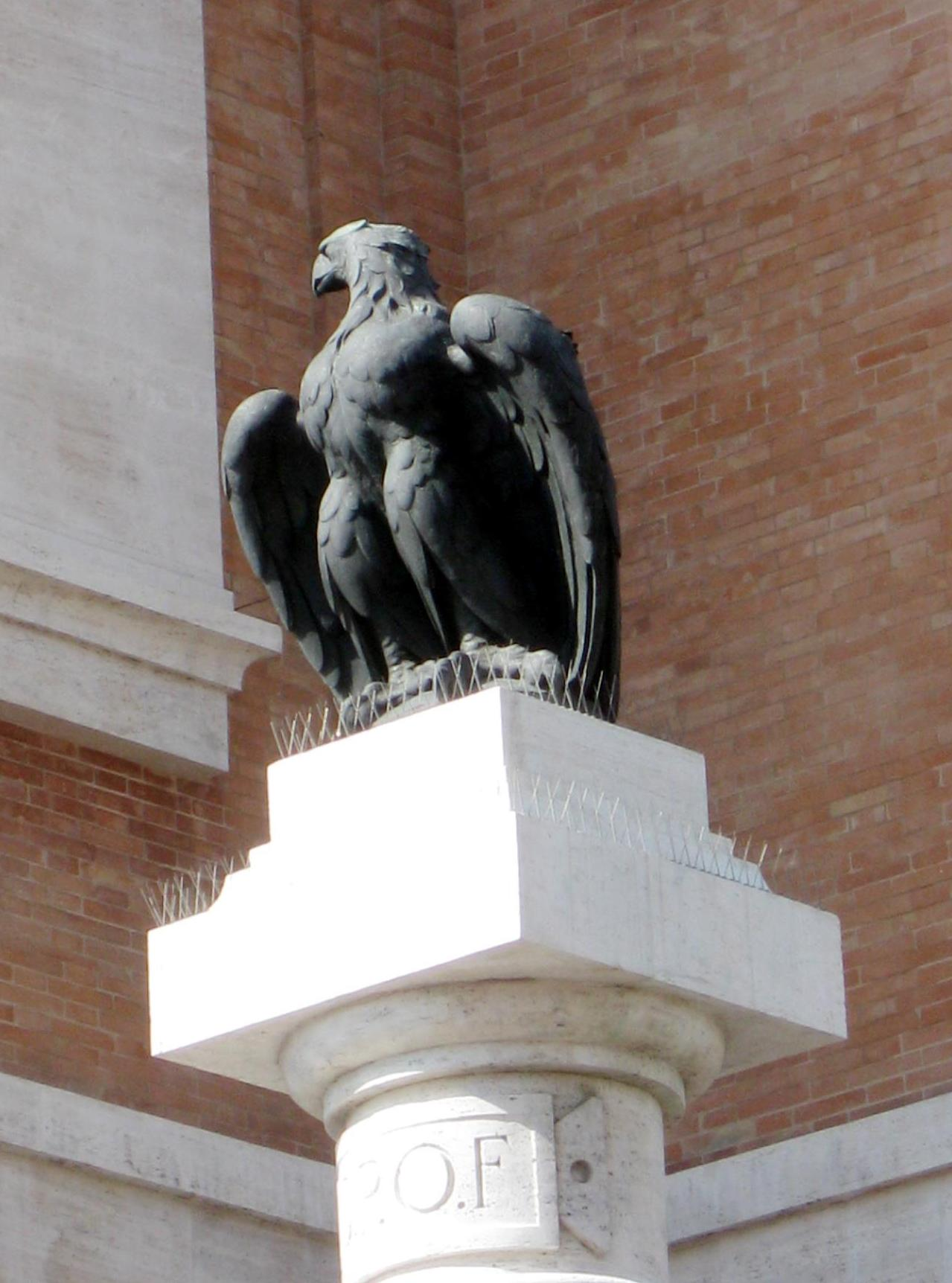
Aquila bronzea del Palazzo delle Poste

Nel corso degli anni '30 Savorana è occupato in opere impegnative. Nel 1931 collabora con la ditta Benini nella decorazione del Palazzo delle Poste a Forlì per cui esegue in particolare due coppie di aquile, le prime in travertino (poi spostate nel campo sportivo Carlo Gotti) e poi quelle definitive in bronzo. Sempre a Forlì lavora alla decorazione del Palazzo degli Uffici Statali e nell'interno di Palazzo della Prefettura (1939). A lui si deve anche la ristrutturazione in forme romaniche, sul modello di San Mercuriale a Forlì, della chiesa dei Santi Nicolò e Francesco a Castrocaro (1932). Con la ditta Benini collabora anche alla decorazione della stazione ferroviaria di Venezia.
Nel 1944, durante il bombardamento della città di Forlì, una bomba distrugge il suo studio, che era situato nei pressi della Stazione, dove 132 statue restano distrutte (alcune vengono recuperate per quanto possibile e restaurate dall'artista stesso nel dopoguerra). Vanno perdute opere come I naufraghi del Basso Po (1910-12), L'assassino, I Naufraghi.
Nel 1946 realizza le decorazioni con rosette nei cassettoni dell'abside del Duomo e restaura le colonne danneggiate. Nel dopoguerra produce altri dipinti e sculture. Nel 1950 decora la cappella del Crocifisso nella chiesa di Santa Maria del Fiore a Forlì (che conserva il Crocifisso ligneo e due affreschi di Pompeo Randi), dove realizza il rivestimento marmoreo e un altare a ricordo dei caduti nel bombardamento alleato i cui nomi sono incisi sulle pareti.
Degli anni '50 sono il ritratto bronzeo in clipeo di Don Pippo nella Cappella Ferri di San Mercuriale e l'ambone, collocato nell'abbazia, mentre non va in porto l'idea di un nuovo portale bronzeo per la chiesa. Dello stesso periodo si ricorda il Monumento dei caduti a Meldola e i lavori a Villa Pandolfa a Predappio dove realizza lo scalone e il busto del Bacco. Nel 1953 scolpisce il bassorilievo ritratto di Pina Magnani, benefattrice della Casa di riposo Zangheri.
Nel 1958 realizza la fontana di piazza Ordelaffi a Forlì, di fronte a Palazzo della Prefettura. Essa, con pianta esagonale di diametro di circa sei metri, si integra in maniera molto armonica con le architetture circostanti e prevede, se in attività, complessi giochi d'acqua. 
L'artista si dedica anche alla celebrazione di defunti, con alcuni monumenti funebri (famiglie Armuzzi e Paci) e il busto celebrativo del motociclista Erio Casadei (1959) nel Palazzo dell'Avis di Forlì.
Altre opere dell'autore si trovano in palazzi privati, in particolare è interessante la decorazione dei camini e dei pozzi.
L'ultima mostra dedicata all'autore in vita avviene nel 1967 a Modigliana. 
Savorana lavora fino agli ottant'anni, poi, anche se non si ritira del tutto, si limita a letture artistiche o lavori privati nel suo studio. Muore a 95 anni.
Gli viene dedicata una retrospettiva a Forlì nel 2010.

## Stile

### Pittura
La sua produzione a olio è soprattutto di paesaggio. Si presenta in linea con la cultura macchiaiola, con colori equilibrati e pennellate piane, distese in maniera armonica. I soggetti si riferiscono alle campagne o ai borghi dell'ambiente familiare di Savorana.

### Scultura
Nella scultura si evidenzia una solida impostazione di base accademica che tuttavia non dà esiti scontati o stereotipati. L'autore utilizza una grande varietà di materiali, mostrando una particolare sensibilità alle loro potenzialità espressive, plastiche e coloristiche. La lavorazione delle superfici dà un senso di vitalità in particolare nelle opere dedicate ai personaggi romagnoli e nella rappresentazione di tipi fisici, resi efficacemente nell'aspetto psicologico.

## Opere
- Bassorilievo sul muro della chiesa Madonna del Cantone di Modigliana, con il ricordo dei caduti nella Prima Guerra Mondiale (con un personaggio maschile con croce fra le braccia e personaggio femminile che rappresenta la Vittoria), 1920
- 1921: Autoritratto dipinto
- Decorazione di alcuni edifici a Modigliana: Casa Savorana (viale della Repubblica 8) e alcuni esercizi commerciali, Il Caffè Assirelli (Piazza Cesare Battisti, 12)[2], Antica macelleria, poi casa del caffè, (via Saffi 13); Bar del Corso, rilievo bronzeo con Le Quattro Stagioni
- Opere esposte al centenario di Silvestro Lega nel 1926: Contadinella romagnola (marmo, 1921), Tristi esami (bronzo, Pinacoteca civica di Forlì[3]), il Questuante o Testa di frate (Pinacoteca civica di Forlì[4]), Scugnizzo.
- Bozzetti disegnati e realizzati in gesso o creta per i concorsi per le porte del Duomo di Orvieto e San Pietro a Roma
- 1931: decorazione per Palazzo delle Poste di Forlì, in particolare le aquile
- Rilievi bronzei Il plaustro romagnolo e Partenza per il fronte (1932)
- Il terremoto la forza e la salvezza (gesso patinato, 1934)
- Il Questuante, fra' Michele (gesso, 1940, Pinacoteca civica di Forlì)
- Il fauno e la sirena (gesso, 1946)
- Il Vetusto (gesso, 1948)
- Il Monello, le scarpe rotte e l'aria capricciosa (gesso, 1946)
- L'allegoria della Romagna (bronzo 1956)
- Fontana in piazza Ordelaffi, Forlì (1958)
- Madonna del Fuoco (rilievo in bronzo, 1960)
- Il piccolo acquaiolo (gesso 1961)
- Paolo e Francesca (gesso 1969)